# Būrāchālū
Būrāchālū (persiska: بورا چالّو, بوراچالو, بورا چالو, Būrā Chālū) är en ort i Iran.   Den ligger i provinsen Östazarbaijan, i den nordvästra delen av landet, 600 km väster om huvudstaden Teheran. Būrāchālū ligger 1 284 meter över havet och antalet invånare är 159.
Terrängen runt Būrāchālū är kuperad åt sydost, men åt nordväst är den platt.Runt Būrāchālū är det ganska tätbefolkat, med 56 invånare per kvadratkilometer. Närmaste större samhälle är Āq Gonbad, 11,9 km söder om Būrāchālū. Trakten runt Būrāchālū består i huvudsak av gräsmarker.